# Yotin korta

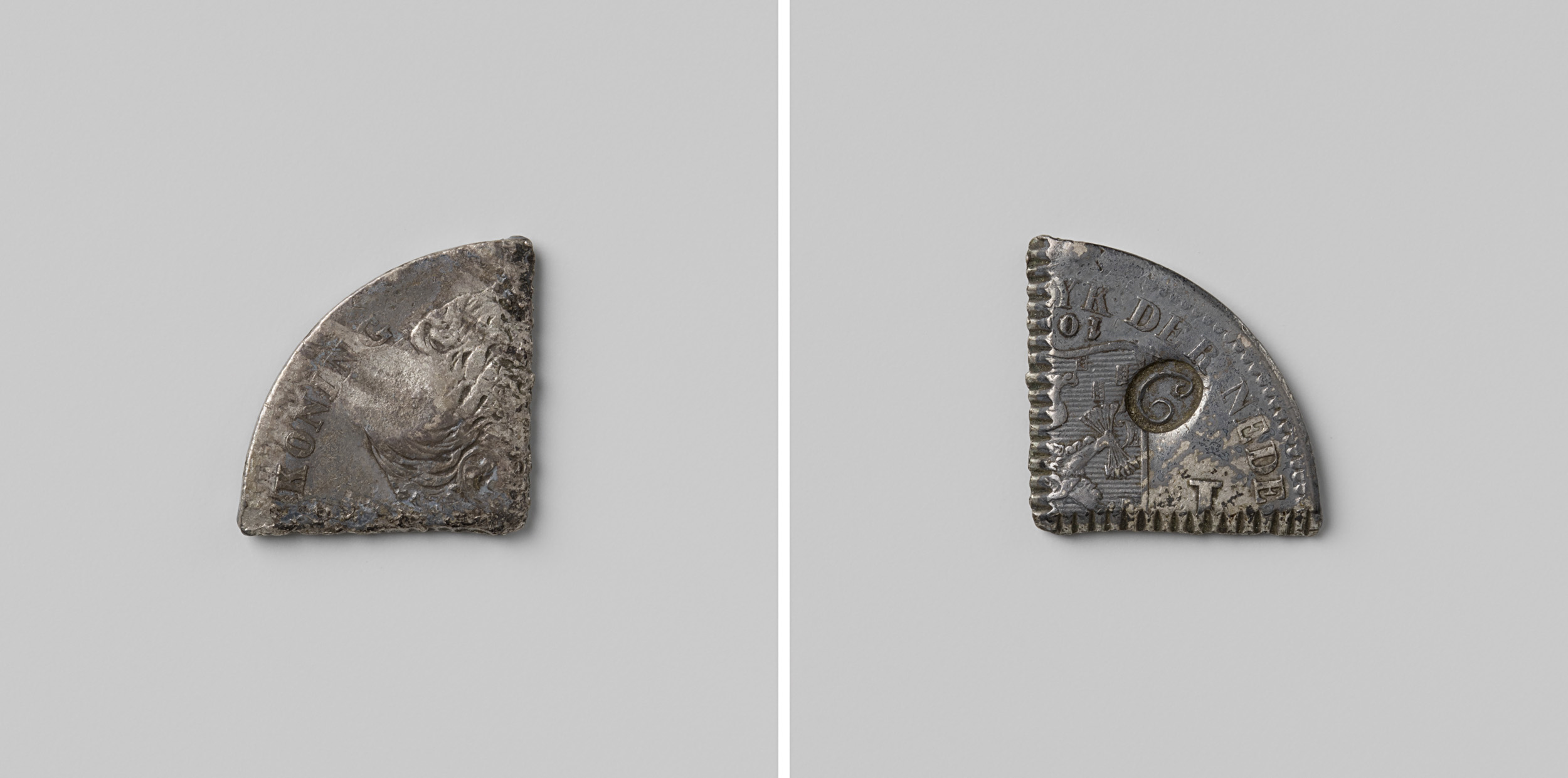
exemple d'une pièce de huit coupée en 4 quarts

Yotin korta est une pièce de monnaie coupée en quatre ou cinq morceaux, chaque morceau ayant trois côtés. Le yotin était marqué par une contremarque (par exemple, un cachet ovale avec la lettre C) ou avait une indication de valeur ; leur valeur dépendait du poids qui était souvent supérieur à la valeur intrinsèque, ce qui les rendait attractifs pour les contrefacteurs.
À la fin du XVIIIe et au début du XIXe siècle, la taille des pièces de 8 réaux espagnols et parfois de 2 réaux. En raison de leur forme, ces nouvelles pièces ont été appelées « guillotine ».
En 1499, lorsque les Espagnols ont colonisé Curaçao et ont maintenu leur contrôle jusqu'à la fin du XVIIIe siècle, les pièces coloniales espagnoles étaient le principal moyen de paiement. En raison d'une importation plus élevée que l'exportation de produits, il y avait une pénurie de monnaie. Ainsi, le gouverneur Johann Rudolf Lauffer (en) a pris la décision en 1799 de couper 8 000 livres d'argent espagnol (8 réaux) en quatre pièces et chaque pièce avait la valeur de 3 réaux.